# Aerenicopsis irumuara
Aerenicopsis irumuara är en skalbaggsart som beskrevs av Martins och Maria Helena M. Galileo 2004. Aerenicopsis irumuara ingår i släktet Aerenicopsis och familjen långhorningar.
Artens utbredningsområde är Guatemala. Inga underarter finns listade i Catalogue of Life.